# 71445 Марк
71445 Марк (71445 Marc) — астероїд головного поясу, відкритий 4 січня 2000 року.
Тіссеранів параметр щодо Юпітера — 3,402.